# J. Michael Boardman
John Michael Boardman (* 13. Februar 1938 in Manchester; † 18. März 2021) war ein US-amerikanischer Mathematiker, der sich mit Algebraischer Topologie befasste (Homotopietheorie, verallgemeinerte Kohomologietheorien).

## Leben
Boardman studierte an der University of Cambridge mit dem Bachelor-Abschluss 1961 und der Promotion 1965 bei C. T. C. Wall (On stable homotopy and some applications). 1966/67 war er Instructor an der University of Chicago und 1967/68 war er Lecturer an der University of Warwick. Ab 1969 war er Associate Professor und ab 1972 Professor an der Johns Hopkins University.
Er war für die von ihm in den 1960er Jahren eingeführte stabile Homotopiekategorie bekannt (nicht veröffentlicht, aber in den Vorlesungen von Vogt 1969 in Aarhus dargestellt). Er befasste sich auch mit Differentialtopologie (Singularitäten differenzierbarer Abbildungen).
Mit seinem Doktoranden Rainer Vogt (Universität Osnabrück) führte er 1973 Quasikategorien ein, die später insbesondere durch André Joyal weiterentwickelt wurden. Ebenfalls mit Vogt war er einer der Begründer der Theorie der Operaden. 
2012 wurde er Fellow der American Mathematical Society.
Er war praktizierender Quäker.

## Schriften
- mit Rainer Vogt: Homotopy invariant algebraic structures on topological spaces. Springer Verlag, 1973
- Stable Homotopy Theory, Vorlesungsmanuskript, University of Warwick 1965/66
- Singularities of differentiable maps, Inst. Hautes Études Sci. Publ. Math. No. 33, 1967, S. 21–57.
- Conditionally convergent spectral sequences, Contemporary Mathematics, Band 239, 1999, S. 49–84.